# زبان پانگاسینانی
زبان پانگاسینانی (به پانگاسینانی:Salitan Pangasinan، اسپانیایی:Idioma pangasinense) یکی از زبان‌های آسترونزیایی و همچنین یکی از دوازده زبان بزرگ در فیلیپین است. عمدهٔ گویشوران این زبان در استان پانگاسینان می‌زیند. پاره‌ای از گوشوران این زبان نیز به ایالات متحده آمریکا مهاجرت‌نموده‌اند. پانگاسینانی در استان پانگاسینان به عنوان زبان محلی رسمیت دارد. 